# Nokia E50
Nokia E50 — моноблоковий чотиридіапазонний бізнес смартфон Nokia, анонсований 18 травня 2006 року як частина серії E, призначений насамперед для ринку корпоративного бізнесу. Включає складну підтримку електронної пошти для Nokia Intellisync Wireless Email, BlackBerry Connect, Visto Mobile, ActiveSync Mail for Exchange, Altexia, а також IMAP4. Також має можливість переглядати вкладення Microsoft Word, PowerPoint і Excel, а також PDF-документи, але їх не можливо використовувати для редагування без додаткових програм. Менеджер програм завантажував, видаляв та встановлював як програми Nokia, так і сторонні програми. Синхронізація між пристроями можлива за допомогою програми «Передача даних». Функції включають EDGE, Bluetooth 2.0, камеру 1280 × 960 пікселів (1,3 мегапікселя), слот для карти пам’яті MicroSD, також функції програвача цифрової музики та відео через RealPlayer і Flash Player. Цей пристрій не підтримує UMTS, Wi-Fi або FM-радіо.

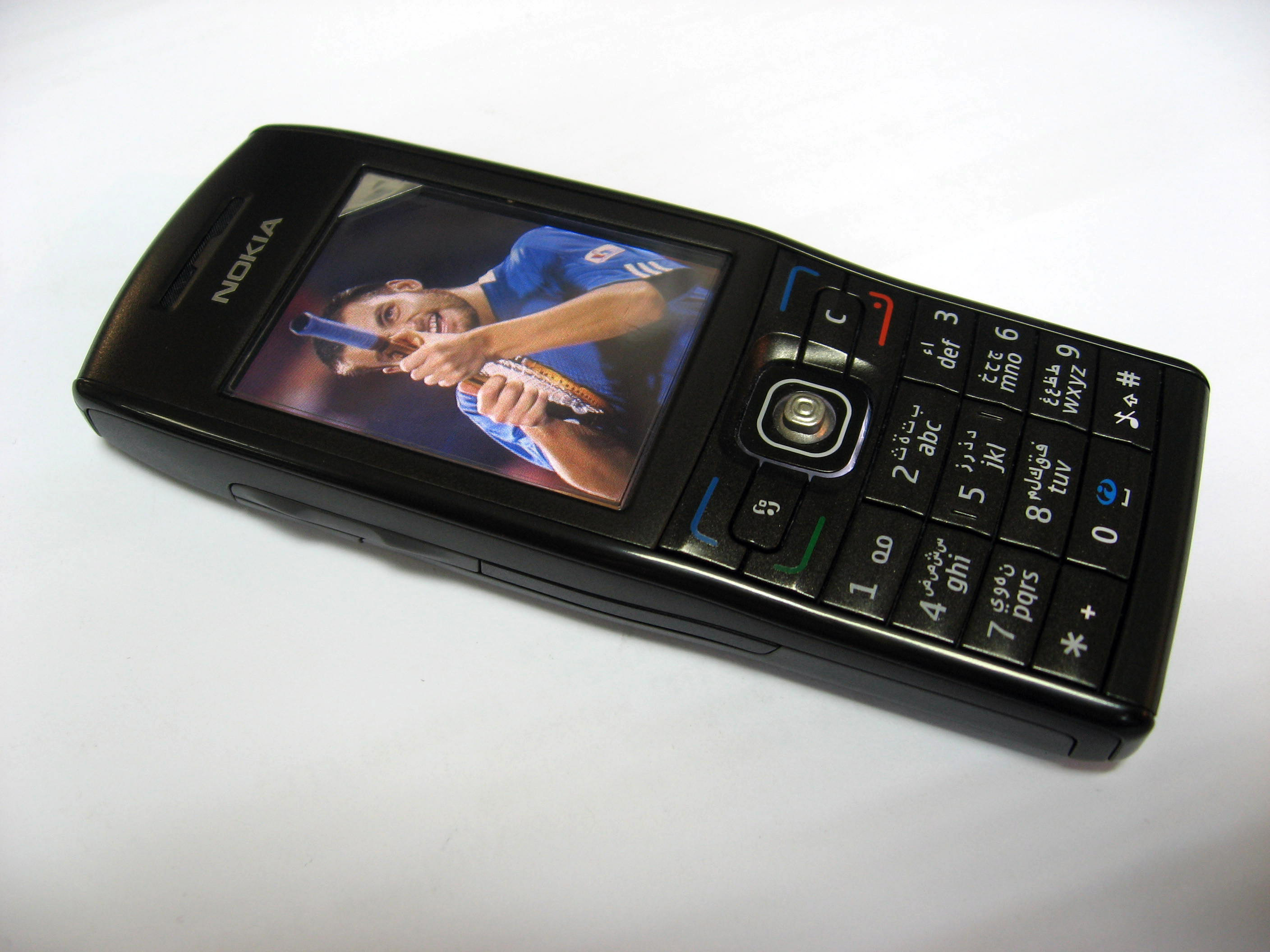
Nokia E50 в чорному корпусі